# Battaglia della Neretva
La battaglia della Neretva (in serbo-croato bitka na Neretvi, in italiano anche battaglia della Narenta) venne combattuta tra le forze dell'Asse e l'Esercito Popolare di Liberazione della Jugoslavia nella fase culminante delle operazioni belliche svoltesi nel teatro balcanico dopo l'inizio dell'offensiva tedesca Fall Weiss ("Piano Bianco"), un'operazione strategica lanciata all'inizio del 1943 durante la seconda guerra mondiale. L'offensiva ebbe luogo tra il gennaio e l'aprile 1943. Il nome della battaglia deriva dal fiume, il Narenta (in croato Neretva), dove ebbero luogo i momenti decisivi dell'operazione.
L'operazione è anche conosciuta col nome di "quarta offensiva antipartigiana", mentre viene definita "quarta offensiva nemica" in serbo-croato e bosniaco (četvrta neprijateljska ofenziva/ofanziva) ed in sloveno (četrta sovražnikova ofenziva) o "battaglia per i feriti" (bitka za ranjenike) nelle fonti jugoslave. La battaglia, aspramente combattuta e caratterizzata da situazioni drammatiche dall'esito alterno, si concluse con un successo strategico per i partigiani jugoslavi di Tito che, nonostante le gravi perdite, riuscirono a sfuggire alla manovra d'accerchiamento tedesca e ad infliggere una dura sconfitta ai reparti dell'Esercito italiano e dei collaborazionisti cetnici schierati sul fiume.

## Obiettivi dell'offensiva
I tedeschi puntavano a distruggere sia il comando centrale del movimento partigiano ("Comando Centrale del Partito Comunista Jugoslavo") che il principale ospedale dei Partigiani di Tito. L'Asse radunò nove divisioni a questo scopo: sei tedesche, tre italiane, due croate e diverse formazioni di Cetnici ed Ustascia. Circa 60 000-90 000 soldati dell'Asse parteciparono alle varie fasi dell'operazione Weiss contro 20 000-25 000 combattenti partigiani (le forze partigiane complessivamente presenti nell'area, compresi feriti, malati, truppe locali e civili simpatizzanti, ammontavano in realtà a 50 000-90 000); le fonti jugoslave invece calcolano le forze dell'Asse a 130 000

### Ordini di battaglia

#### Ordine di battaglia dei Partigiani jugoslavi
Partigiani jugoslavi:
- Comandante supremo: Josip Broz Tito
- I Korpus (croato) (16 000 uomini) comandante: Ivan Gošnjak
  - 6ª Divisione della Lika
  - 7ª Divisione della Banja
  - 8ª Divisione del Kordun
- I Korpus (bosniaco) (11 500 uomini) comandante: Kosta Nađ
  - 4ª Divisione della Craina
  - 5ª Divisione della Craina
- Gruppo Operativo Principale (14 500 uomini) comandante: Josip Broz Tito
  - 1ª Divisione proletaria
  - 2ª Divisione proletaria
  - 3ª Divisione d'assalto
  - 9ª Divisione dalmata

#### Ordine di battaglia dell'Asse
Germania
- Oberbefehlshaber Südost[9], generale Alexander Löhr
- Befehlshaber der Deutschen Truppen in Kroatien[10], generale Rudolf Lüters
  - 7. SS-Gebirgsdivision Prinz Eugen
  - 369. (kroatische) Infanterie-Division
  - 714. Infanterie-Division
  - 717. Infanterie-Division
  - un reggimento della 187. Reserve-Division

 Italia
- 12ª Divisione fanteria "Sassari"
- 13ª Divisione fanteria "Re"
- 57ª Divisione fanteria "Lombardia"
- 154ª Divisione fanteria "Murge"[11]

 Croazia
- 2ª Brigata di montagna della Guardia Nazionale Croata
- 3ª Brigata di montagna della Guardia Nazionale Croata

 Cetnici (nominalmente erano definiti come: "Milizia Volontaria Anti-Comunista" sotto comando italiano)
- circa 20 000 soldati

## Operazioni
L'operazione Fall Weiss fu eseguita in tre periodi successivi:
- Weiss I venne avviata il 20 gennaio 1943 con l'attacco ai territori partigiani nella Bosnia occidentale e in parte della Croazia centrale.
- Weiss II partì il 25 febbraio con i combattimenti nella Bosnia occidentale e sud-occidentale e la ritirata dei Partigiani a sud-est fino al fiume Narenta.
- Weiss III fu lanciata a marzo e si concentrò sulle aree dell'Erzegovina settentrionale, ma i Partigiani riuscirono a rompere l'accerchiamento delle forze nemiche e a rifugiarsi nel Montenegro settentrionale: la terza fase dell'offensiva non venne, quindi, completata con successo.

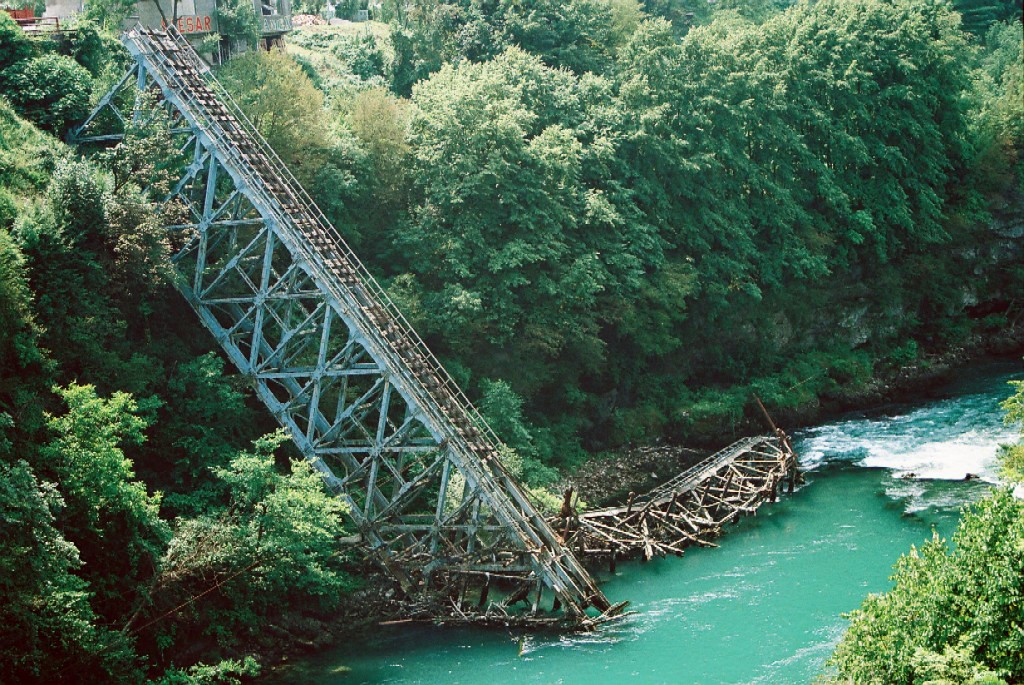
Il ponte sul fiume Narenta,una replica del ponte originale, costruito e demolito per il film Battaglia di Neretva. Oggi è un monumento.

Nel corso delle operazioni i partigiani di Tito furono spinti in una sacca chiusa alle spalle, a est, dal fiume Narenta. Sull'altro lato, quello occidentale, c'erano le truppe tedesche accompagnate da diverse unità d'élite e rinforzate da brigate corazzate. Il lato orientale (alle spalle della sacca) era controllato dalle formazioni dei Cetnici, che agivano in coordinamento con il comando tedesco.

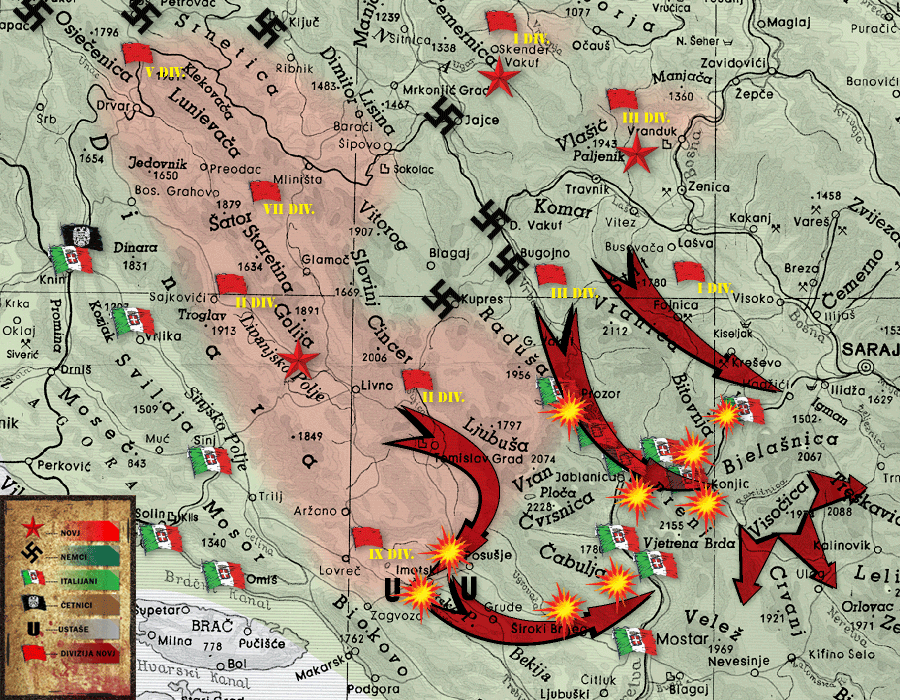
Carta degli attacchi sferrati dai partigiani jugoslavi contro i presidi italiani e cetnici sulla Narenta.

Un unico ponte sulla Narenta collegava i due lati della sacca. Se i Partigiani avessero attraversato il fiume sarebbero stati relativamente salvi (avrebbero dovuto combattere soltanto contro le deboli formazioni cetniche), tuttavia non avevano tempo sufficiente per la traversata con le forze dell'Asse che si stavano preparando all'assalto finale. Inoltre le truppe di Tito erano impacciate da migliaia di feriti e di ammalati, nonché di civili. Per impedire questo strategico "scacco matto", il comandante dei partigiani, il Maresciallo Josip Broz Tito, preparò un elaborato inganno. Tito ordinò ai suoi genieri di fare esplodere l'unico ponte sul fiume: un'azione che aveva dell'incredibile, perché significava chiudere l'unica via di ritirata. Quando la ricognizione aerea riportò questa informazione al comando germanico, i generali tedeschi conclusero che i Partigiani dovevano stare preparando un balzo finale a nord delle loro posizioni, che si trovavano lungo la riva occidentale del fiume Narenta, e che quindi il ponte era stato fatto esplodere per sollevare il morale e prevenire le diserzioni. Il comando tedesco cominciò così a ridisporre le truppe nella zona per annientare i Partigiani nel momento in cui avrebbero attaccato.

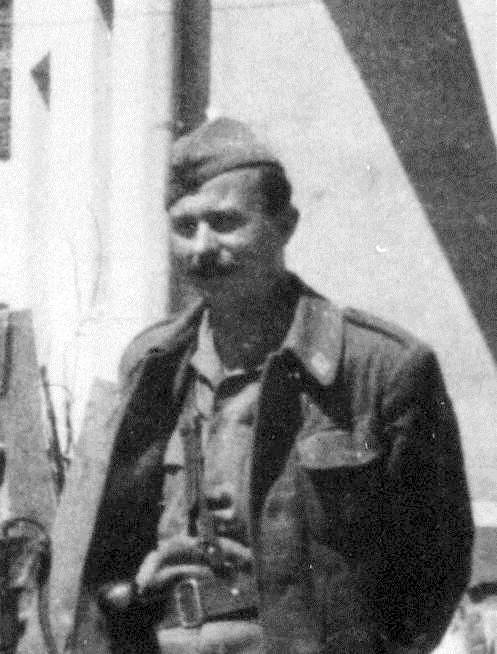
Ljubo Vučković, comandante della 2ª brigata dalmata che superò per prima la Narenta sui resti del ponte di Jablanica.

Tale mossa, in realtà, fornì ai genieri partigiani il tempo prezioso di cui necessitavano per riparare in modo sufficiente il ponte e permettere così l'attraversamento del fiume Narenta che ebbe inizio nella notte del 6-7 marzo 1943 e venne effettuato per primo su delle precarie passerelle dagli uomini della 2ª brigata dalmata di Ljubo Vučković: le forze cetniche schierate a difesa del lato orientale della sacca vennero rapidamente sbaragliate. I cetnici, nonostante le esortazioni di Ostojic a Stanisic di resistere a tutti i costi, si ritirarono in disordine e alcuni reparti si disgregarono; molti fuggiaschi cetnici cercavano disperatamente il modo di tagliarsi le vistose barbe, temendo di subire brutali rappresaglie se identificati dai partigiani in caso di cattura. L'attraversamento della Narenta continuò per circa dieci giorni e si concluse con pieno successo nonostante le difficoltà organizzative e la precaria situazione strategica; vennero portati in salvo circa 3 000 feriti e 1 000 malati.

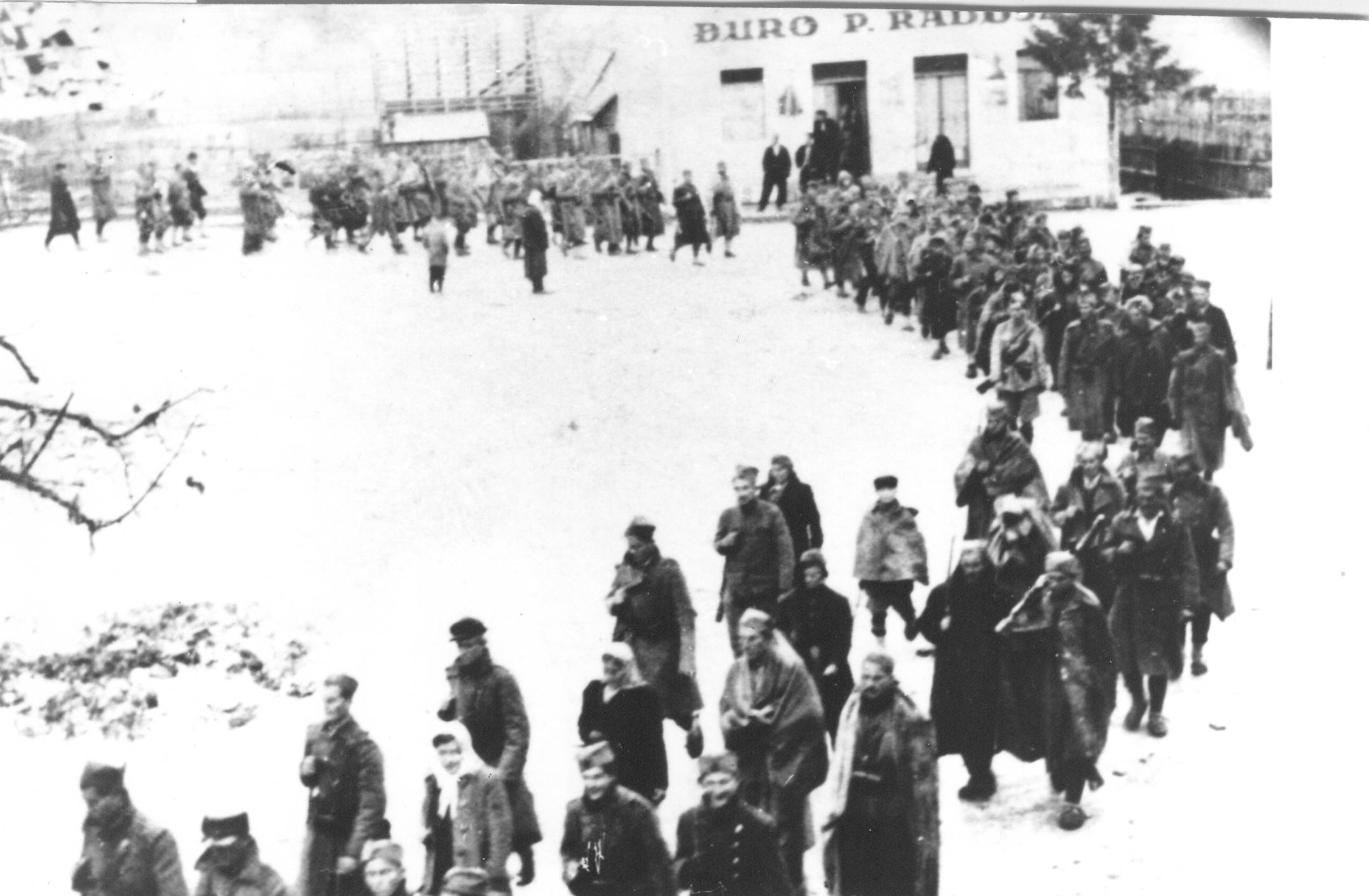
Colonna di partigiani dell'Esercito Popolare di Liberazione della Jugoslavia a Prozor, durante la battaglia della Neretva.

I tedeschi compresero velocemente l'inganno, ma furono incapaci di correggere in tempo utile il loro errore e preparare un massiccio attacco, a causa appunto dei precedenti ordini di ridispiegamento delle forze. Mentre la loro retroguardia tentava di respingere l'avanzata tedesca, sempre più potente, i partigiani attraversarono il fiume sotto intensi bombardamenti aerei (il comando dell'Asse aveva impiegato grandi formazioni della Luftwaffe): la conformazione montuosa del territorio impedì, comunque, un accurato bombardamento del ponte di fortuna. Quando la ritirata fu completata, il ponte di fortuna venne infine reso inutilizzabile dai partigiani per prevenire l'inseguimento nemico. I partigiani avanzarono quindi verso la Drina e liberarono Nevesinje e Kalinovik, i superstiti cetnici cercarono scampo in Montenegro e Sangiaccato, mentre Mihailovic dovette abbandonare in fretta il teatro d'operazioni e ritornare in Serbia.
L'inattesa sconfitta strategica delle forze dell'Asse (incapaci di accerchiare e distruggere completamente le truppe partigiane che erano apparse in situazione disperata) fu amplificata dal fatto che Tito era stato capace di mantenere la famosa promessa che avrebbe portato con sé nella ritirata anche i feriti del principale ospedale da campo dell'Esercito Popolare di Liberazione della Jugoslavia, che sarebbero altrimenti andati incontro a morte certa se fossero caduti nelle mani delle forze nemiche (cosa che avvenne puntualmente nei mesi successivi, alla fine della battaglia della Sutjeska).

## Conseguenze
Alla fine di marzo, le forze dell'Asse avevano ucciso quasi ottomila Partigiani, catturandone altri duemila. Nonostante queste pesanti perdite e la vittoria tattica delle truppe dell'Asse, le formazioni di Tito salvarono il loro comando e l'ospedale da campo, e furono in grado di continuare le operazioni di guerriglia nei mesi successivi. Infatti, una volta raggiunta la parte orientale della Bosnia ed Erzegovina, i Partigiani dovettero affrontare soltanto i Cetnici, e poco alla volta li distrussero quasi completamente nelle aree a occidente del fiume Drina.
La successiva grande operazione sul fronte jugoslavo fu l'operazione Schwarz.

## Filmografia
- La battaglia della Neretva - film (1969)